# Roland (Lully)

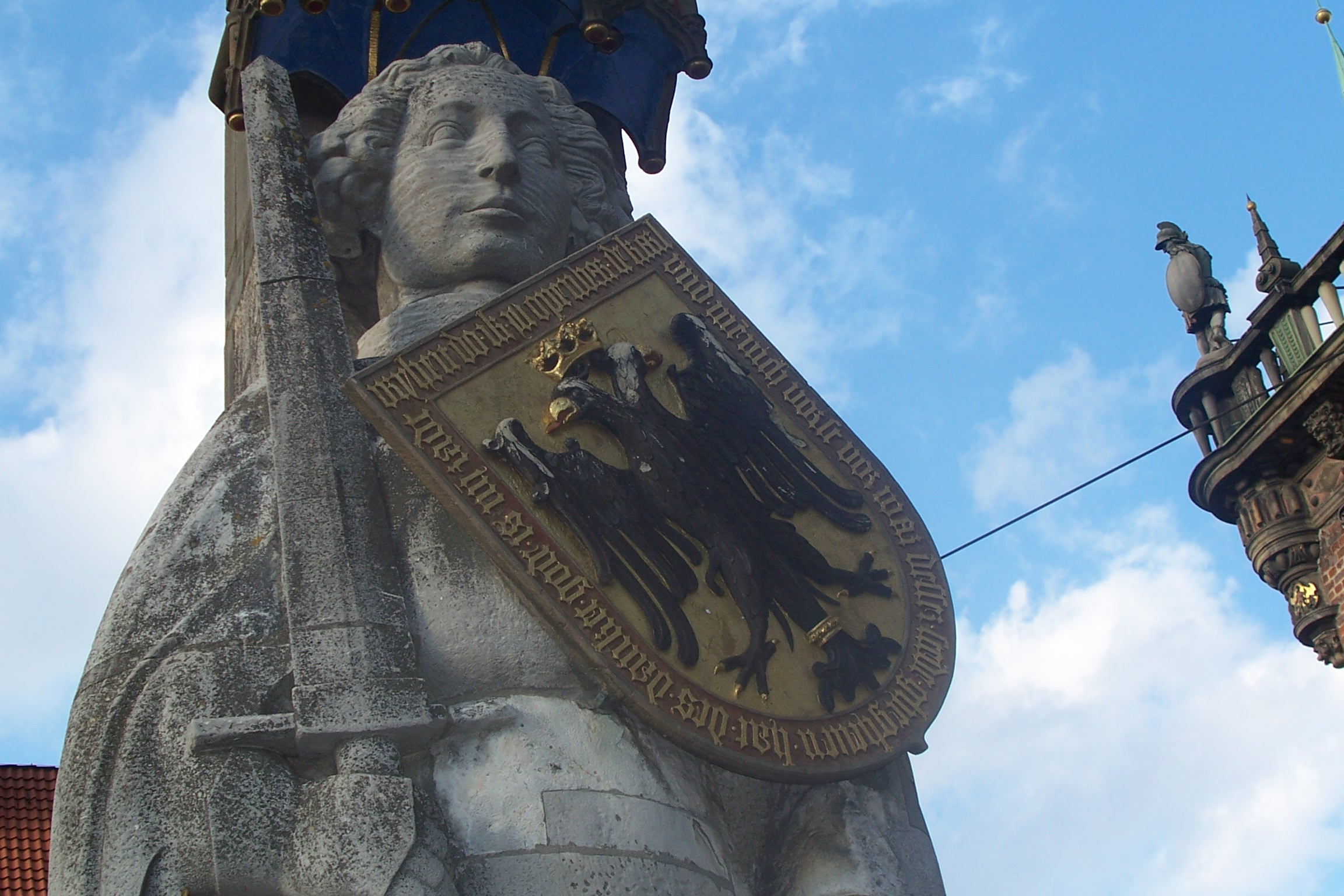
Rotlan

Roland és una tragèdia lírica escrita per Jean-Baptiste Lully formada per un pròleg i cinc actes. El llibret és de Philippe Quinault, basat en Orlando furioso de Ludovico Ariosto. L'estrena va ser a la cort de Versalles el 8 de gener de 1685. És la penúltima tragèdia de Lully i Quinault i sembla que el rei Lluís XIV va triar el tema de la història. Representa l'estil madur de l'autor, és l'única tragèdia actualment no disponible en edició moderna.

## Personatges
- Demogorgon, rei de les fades i líder dels genis (baríton)
- Angèlica, reina de Cathay (soprano)
- El cavaller Roland, nebot de Carlemany (baríton)
- Médor, seguidor d'un rei africà (contratenor)
- Témire, confident d'Angèlica (soprano)
- Ziliante, príncep de les illes de l'est (baríton)
- Astolfe, amic de Roland (contratenor)
- La pastora Belise, estimada de Coridon (soprano)
- El pastor Coridon, estimat de Belise (contratenor)
- El pastor Tersandre, pare de Belise (tenor)
- Logistille, una fada sàvia i poderosa (soprano)
- La Glòria (soprano)
- La Fama (silenci)
- El Terror (silenci)
- Fades, genis, seguidors d'Angèlica, illencs que segueixen Ziliante; cupidos, sirenes, déus dels rius, gent de Cathay, pastors i pastores, fades seguidores de Logistille, fantasmes dels herois morts, seguidors de la Glòria.

## Sinopsi
L'acció del pròleg transcorre al Palau de Demogorgon. Les fades i genis comandats per Domogorgon celebren el retorn de la pau després de la guerra. Es preparen per a entretenir el seu heroi (Lluís XIV) amb la història de Rotlan. El primer acte transcorre a una aldea a Cathay. Angèlica, reina de Cathay es troba indecisa: està enamorada del gran cavaller Rotlan, però també estima Médor, un estranger de fosc llinatge al qual va guarir després d'una batalla. Angèlica desterra Médor, però després, avergonyida, envia el seu confident, Témire, a consolar-lo. El segon acte transcorre a un bosc encantat, Angèlica cerca infructuosament la font de l'Odi però només troba la font de l'Amor. Rendida a l'amor de Médor, s'enutja en veure arribar Rotlan i fa servir el seu anell màgic per fer-se invisible. Després que Rotlan se'n va, Médor apareix i treu l'espasa per suïcidar-se. Angèlica l'atura i li ofereix el seu amor. El tercer acte transcorre a un port. Angèlica i Médor planegen escapar per mar a la còlera de Rotlan.
Angèlica, incapaç de treure's de sobre Rotlan sense ser freda amb ell, recorre a l'artifici de preparar-hi una cita, fruit d'un pretès amor. Angèlica i Médor són lliures a la fi. El quart acte transcorre a una gruta al bosc. Astolfe, amic de Rotlan tracta infructuosament de raonar amb ell. Rotlan espera debades Angèlica i descobreix versos sobre els enamorats Angèlica i Médor (ell no coneix el nom) escrits a la gruta. S'escolta al fons música d'un banquet de noces. La parella de novençans, els pastors Belise i Coridon comenten la felicitat dels enamorats Angèlica i Médor. Rotlan els demana, i obté detalls sobre la seva fugida. Rotlan embogeix enmig de la festa. Per acabar, l'acte final és ple de ballets. Com a resposta als precs d'Astolfe, la fada sàvia Logistille fa dormir Rotlan, de manera que les fades poden realitzar misterioses cerimònies damunt d'ell. Aleshores, Logistille deslliura fantasmes d'herois morts que van portar Rotlana la glòria. Rotlan desperta, guarit i avergonyit. Glòria, acompanyada per Fama, urgeixen Rotlan a seguir Terror al seu país devastat per la guerra. Terror vola davant d'ell mentre les fades i els fantasmes festegen.